# Bombus monticola
Bombus monticola — вид джмеля, що зустрічається в Європі.

## Опис
Bombus monticola досить маленький і компактний, з широкою головою і коротким язичком. Самки-засновниці мають в середньому довжину тіла 16 мм, а розмах крил - 32 мм. Довжина тіла інших каст становить 12 мм (робочі особи) і 14 мм (самці). В номінального підвиду, груди мають чорне облямовання, за винятком жовтої облямівки (досить широка у самців) і на краю щитка. Перший та фронтальна частина другого тергіта (черевні сегменти) вкриті чорними волосками, як і кінцевий тергіт, а решта черевця вкрита волосками від жовтого до червоного кольору.

## Екологічні особливості
Bombus monticola — це зазвичай високогірний вид, який часто зустрічається на чорниці, журавлині та брусниці. Цей вид є пилко-нагромаджувачем (англ. pollen storer); він живить личинки з  центрального пилкового сховища, а не забезпечує кожну личинкову комірку власним пилковим вмістилищем.

## Таксономія
Цей вид довгий час вважався формою Bombus lapponicus; проте, тепер він поділений на кілька підвидів:
- B. m. monticola, номінальний підвид, досить темного забарвлення і представлений на Британських островах.
- B. m. scandinavicus, скандинавський підвид, також є більш-менш темною формою.
- B. m. alpestris — це підвид, що трапляється в Альпах і на Балканах.
- B. m. rondoui оселяється в Кантабрійських горах та на Піренеях.
- B. m. konradini, що оселяється на Апеннінах, світлий підвид з яскравим патерном; груди майже смугасті з білою, чорною та білою смужкою[4].

## Поширення

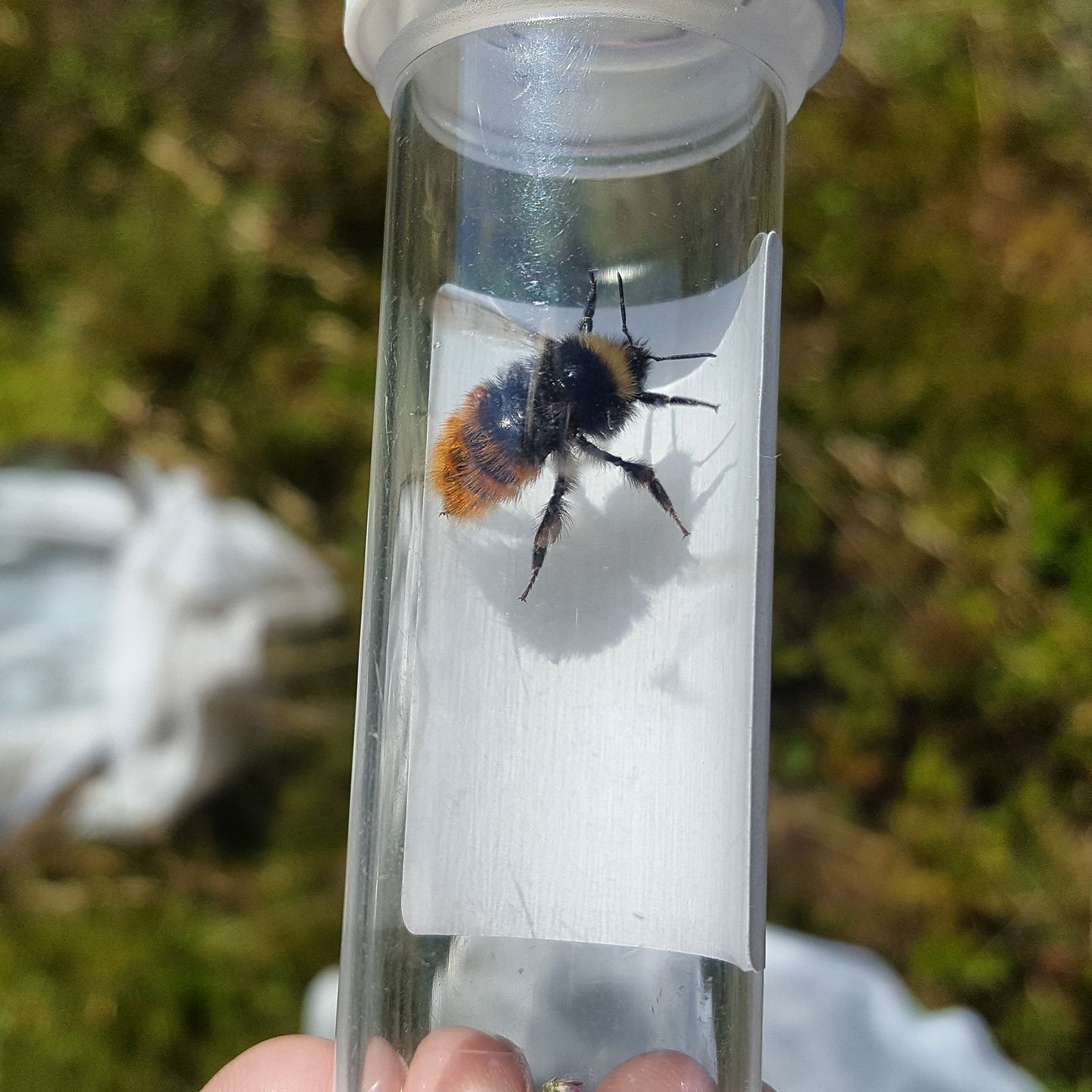
B. monticola, в пробірці для ідентифікації.

B. monticola зустрічається на території більшості гірських районів Європи, як в північній Скандинавії (переважно в Норвегії та північній Швеції; поширення у Фінляндії є досить нерівномірним та обмеженим територією уздовж норвезького кордону), так і в Альпах, Кантабрійських горах, Піренеях, Апеннінах та на Балканах. Він також зустрічається в низинах на півночі Норвегії та Кольського півострова та на Британських островах. На Британських островах він трапляється в високогірних оселищах, здебільшого на вересовищах. Основними місцевостями Британських островів, де оселяється цей джміль є Дартмур, Ексмур, Уельське нагір'я, Пік-Дистрикт, Норт-Йорк-Мурс та материкова частина Шотландії. 
Він нещодавно потрапив до Ірландії (вперше зареєстрований у 1970-х). В Ірландії він є гірським видом (англійський відповідник словосполучення «гірський вид» є англ. montane species, звідси й назва). В Ірландії його поширення обмежене високогірними місцевостями графств Антрім (в північноірландській частині Ольстера) та Дублін, Віклов, Карлоу та Вексфорд і в провінції Ленстер в Ірландській Республіці.